# Eligiusz Niewiadomski

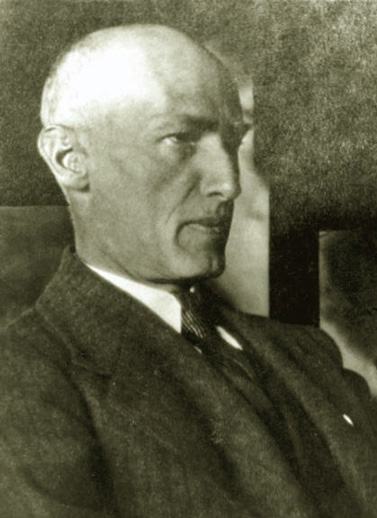
Eligiusz Niewiadomski

Eligiusz Niewiadomski (* 1. Dezember 1869 in Warschau, Russisches Kaiserreich; † 31. Januar 1923 ebenda) war ein polnischer Maler und Mörder des ersten Präsidenten der Zweiten Republik Polen, Gabriel Narutowicz.

## Leben
Niewiadomski studierte Malerei und Zeichnung u. a. bei Wojciech Gerson in Warschau, anschließend arbeitet er als Illustrator für verschiedenen Zeitschriften und stellte seine Bilder aus. Er schrieb das Buch Geschichte der Kunst.

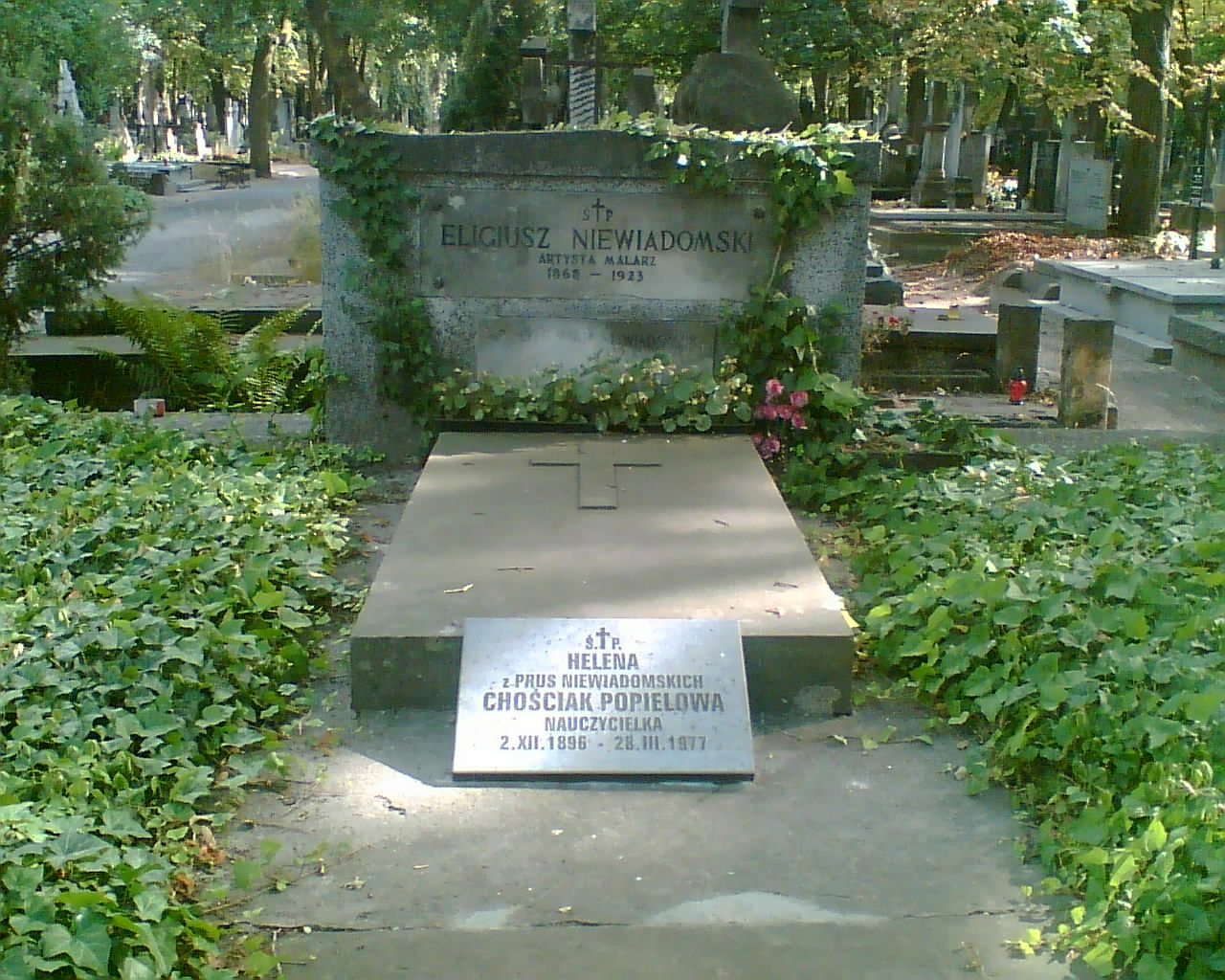
Niewiadomskis Grab

Niewiadomski war politisch mit radikalen nationalistischen Kreisen verbunden. Nach 1918 arbeitete er für das polnische Bildungs- und Kulturministerium. Nach dem Ersten Weltkrieg steigerte sich sein politisches Engagement für die Endecja bis zum Fanatismus. Die ersten regulären Präsidentschaftswahlen in der Zweiten Polnischen Republik im Jahr 1922 brachten im ersten Wahlgang zwar eine relative Mehrheit für den nationaldemokratischen Kandidaten Maurycy Zamoyski, doch als größter Landbesitzer Ostpolens wurde dieser von den linken Parteien abgelehnt. Mit Unterstützung der Minderheiten-Gruppierungen wurde deshalb am 9. Dezember 1922 Gabriel Narutowicz zum ersten Staatspräsidenten der Republik gewählt. Für die rechtsgerichteten Nationaldemokraten und gerade für Niewiadomski war Narutowicz ein „Symbol der Schande“, da er von den nicht polnischen Parlamentariern gewählt worden war. Am 16. Dezember 1922 erschoss Niewiadomski Narutowicz auf dem Weg zu einer Kunstausstellung auf der Treppe der Galeria Zachęta. Der Attentäter wurde sofort verhaftet, am 30. Dezember 1922 vor Gericht gestellt und zum Tode verurteilt.
Obwohl die Mehrheit der Nationaldemokraten die Tat zunächst verurteilte, wurde Niewiadomski schon bald zum Helden und nationalen Kämpfer stilisiert. Als er am 31. Januar 1923 bei seiner Hinrichtung (durch Erschießen) eine Rose bei sich trug und vor der „moralischen Diktatur“ Józef Piłsudskis warnte, wurde er zu einer Symbolfigur der rechten Nationalisten.